# Pachyramphus castaneus
A Pachyramphus castaneus a madarak (Aves) osztályának verébalakúak (Passeriformes) rendjébe és a Tityridae családjába tartozó faj. Egyes szervezetek az egész családot, a kotingafélék (Cotingidae) családjában sorolják Tityrinae alcsaládként.

## Rendszerezése
A fajt William Jardine és Prideaux John Selby írták le 1827-ben, a Tityra nembe  Tityra castanea néven.

## Alfajai
- Pachyramphus castaneus amazonus Zimmer, 1936
- Pachyramphus castaneus castaneus (Jardine & Selby, 1827)
- Pachyramphus castaneus intermedius Berlepsch, 1879
- Pachyramphus castaneus parui Phelps & W. H. Phelps Jr, 1949
- Pachyramphus castaneus saturatus Chapman, 1914[2]

## Előfordulása
Dél-Amerikában, Argentína, Bolívia, Brazília, Kolumbia, Ecuador, Paraguay, Peru és Venezuela területén honos. A természetes élőhelye a szubtrópusi vagy trópusi síkvidéki- és hegyi esőerdők, valamint lombhullató erdők és mocsári erdők, előfordul ültetvényeken is. Állandó, nem vonuló faj.

## Megjelenése
Testhossza 14-15 centiméter, testtömege 17,3 gramm.

## Életmódja
Egyedül, vagy gyakrabban párokban keresgéli rovarokból és bogyóból álló táplálékát.

## Szaporodása
Fészkét ágak villájába készíti, ágak, levelek és moha felhasználásával. A bejárat oldalra és lefelé néz, míg a fészek általában a kamra felső részén található.

## Külső hivatkozások
- Képek az interneten a fajról
- Ibc.lynxeds.com - videók a fajról
- Xeno-canto.org - a faj hangja és elterjedési területe